# Głoguszyn
Głoguszyn (niem. Glogsen Vorwerk) – osada, zlokalizowana w zachodniej Polsce, w województwie lubuskim, w powiecie zielonogórskim, w gminie Sulechów i sołectwie Głogusz, około 11 km od Sulechowa. W latach 1975–1998 usytuowana w województwie zielonogórskim.
W Głoguszynie znajduje się leśniczówka Nadleśnictwa Sulechów.